# Supermarine Attacker
El Supermarine Attacker fue un caza naval monoplaza británico construido por la empresa Supermarine para la Fleet Air Arm (Arma Aérea de la Flota, AAF) de la Marina Real. Fue el primer caza a reacción en entrar en servicio en la AAF y se construyeron tan solo 185 ejemplares.

## Diseño y desarrollo
El Attacker nació gracias a un proyecto de la Real Fuerza Aérea (RAF) para un caza a reacción. El proyecto planeaba la construcción de un caza interino para la RAF, mientras otro avión, el Gloster E.1/44 (que era una versión mejorada del Meteor) era desarrollado. Ambos diseños fueron desarrollados y ambos resultaron rechazados por la RAF, por lo que el Gloster Meteor y el Vampire se convirtieron en los primeros cazas a reacción operativos en la RAF. En consecuencia, Supermarine le ofreció al Almirantazgo de la Marina Real una versión navalizada del Attacker, por lo que el prototipo (Type 392) voló por primera vez el 27 de julio de 1946 a los mandos del piloto de pruebas Jeffrey Quill.
El diseño del Attacker utilizaba el ala sin flecha y de flujo laminar y el tren de aterrizaje del Spiteful, un caza a pistón que intentó ser el reemplazo del legendario Spitfire,  con nuevo fuselaje y sección de cola, por lo que el Attacker fue conocido inicialmente como Jet Spiteful. El Attacker sufría de numerosas deficiencias, por lo que permaneció en servicio activo durante muy poco tiempo y fue rápidamente reemplazado. Una de estas deficiencias era que el aeroplano retenía el tren de aterrizaje de rueda de cola del Spiteful, debido a que su modificación a un tren de aterrizaje triciclo hubiese requerido alterar las alas del Spiteful. Esta característica dificultaba enormemente los aterrizajes en portaaviones. Esta misma actitud de cola baja implicaba que durante despliegues operacionales en aeródromos de hierba, la tobera del motor creaba un gran surco en el terreno, lo suficientemente grande como para que tres hombres pudieran recostarse en él.
EL primer prototipo navalizado voló el 17 de junio de 1947, a los mandos del piloto de pruebas Mike Lithgow, 3 años después del primer vuelo del Meteor. En noviembre de 1949, la AAF ordenó la producción del aeroplano, por lo que el primer ejemplar de serie en volar lo hizo en 1950, perteneciendo este avión a la versión Attacker F.1, un interceptor. El primer escuadrón de la AAF en ser equipado con el Attacker fue el N.º 800. La versión F.1 estaba armada de cuatro cañones Hispano-Suiza HS.404 de 20 mm, con 125 proyectiles por arma y estaba propulsada por un motor Rolls-Royce Nene Mk.3.
Fueron construidas dos variantes más para la AAF. El FB.1, que era un cazabombardero, difería poco del F.1, salvo en que debía operar como avión de ataque al suelo. La tercera versión, también un cazabombardero, el FB.2, estaba equipado con el motor Rolls-Royce Nene 2 y tenía algunas modificaciones estructurales. El nuevo Supermarine Attacker tenía ocho soportes subalares con capacidad para cargar hasta 450 kg de bombas u ocho cohetes no guiados. Fueron construidos alrededor de 100 ejemplares para la AAF.

## Servicio Operativo

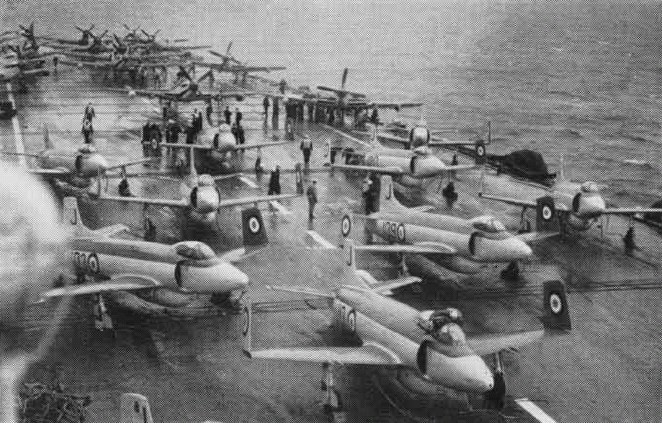
Supermarine Attacker en la cubierta del HMS Eagle en 1952/53.

El Attacker tuvo una corta vida operativa en la AAF, y fue retirado sin haber participado en ninguna acción de guerra con los colores del Reino Unido. Fue retirado de los escuadrones de primera línea en 1954 y pasó a los escuadrones de la reserva, aunque no duró mucho allí tampoco, ya que fue retirado finalmente del servicio en 1957, siendo reemplazado por los mucho más capaces Sea Hawk y Sea Venom. El Attacker solo fue exportado a un país, Pakistán, que entre 1952 y 1953 recibió 36 ejemplares para su Fuerza Aérea. Los Attacker fueron retirados de la Fuerza Aérea de Pakistán durante la década de 1960.

## Variantes
Type 392
Prototipo de versión terrestre según la Especificación E.10/44, ordenado como uno de los tres prototipos el 30 de agosto de 1944, uno construido y volado por primera vez el 27 de julio de 1946.
Type 398
Prototipo de variante navalizada ordenado el 30 de agosto de 1944, uno construido y volado por primera vez el 17 de junio de 1947..
Type 510
Prototipo con alas y cola en flecha cuyo desarrollo dio lugar al Supermarine Swift.
Type 513
Prototipo del segundo prototipo naval según la Especificación E.1/45, ordenado el 30 de agosto de 1943, uno construido y volado por primera vez el 24 de enero de 1950.
Type 398 Attacker F.1
Variante de producción con motor Nene Mk.3: 63 unidades encargadas el 29 de octubre de 1948 y construidas en South Marston. Se construyeron 50 ejemplares como F.1, ya que dos fueron cancelados, y los últimos 11 como FB.1. El primer vuelo del F.1 de producción tuvo lugar el 4 de abril de 1950.
Attacker FB.1
Los últimos 11 F.1 de producción se construyeron como FB.1, más un avión adicional ordenado el 27 de marzo de 1950 para reemplazar un avión destruido en un vuelo de pruebas de producción. El FB.1 había sido modificado a partir del diseño original para permitirle transportar proyectiles cohete o bombas debajo de las alas.
Attacker FB.2
Variante actualizada de cazabombardero, propulsada por Nene 102; 24 pedidos el 21 de noviembre de 1950, 30 pedidos el 16 de febrero de 1950 y otros 30 pedidos el 7 de septiembre de 1950, los 84 construidos en South Marston.
Type 538 Attacker FB.50
Variante de cazabombardero terrestre propulsada por el Rolls-Royce Nene 4, fabricada específicamente para exportar a la Real Fuerza Aérea de Pakistán, 36 construidos, el primero entregado en 1953.

## Operadores
Pakistán
- Fuerza Aérea de Pakistán: 36 ejemplares.

 Reino Unido
- Fleet Air Arm: 146 ejemplares.

## Superviviente

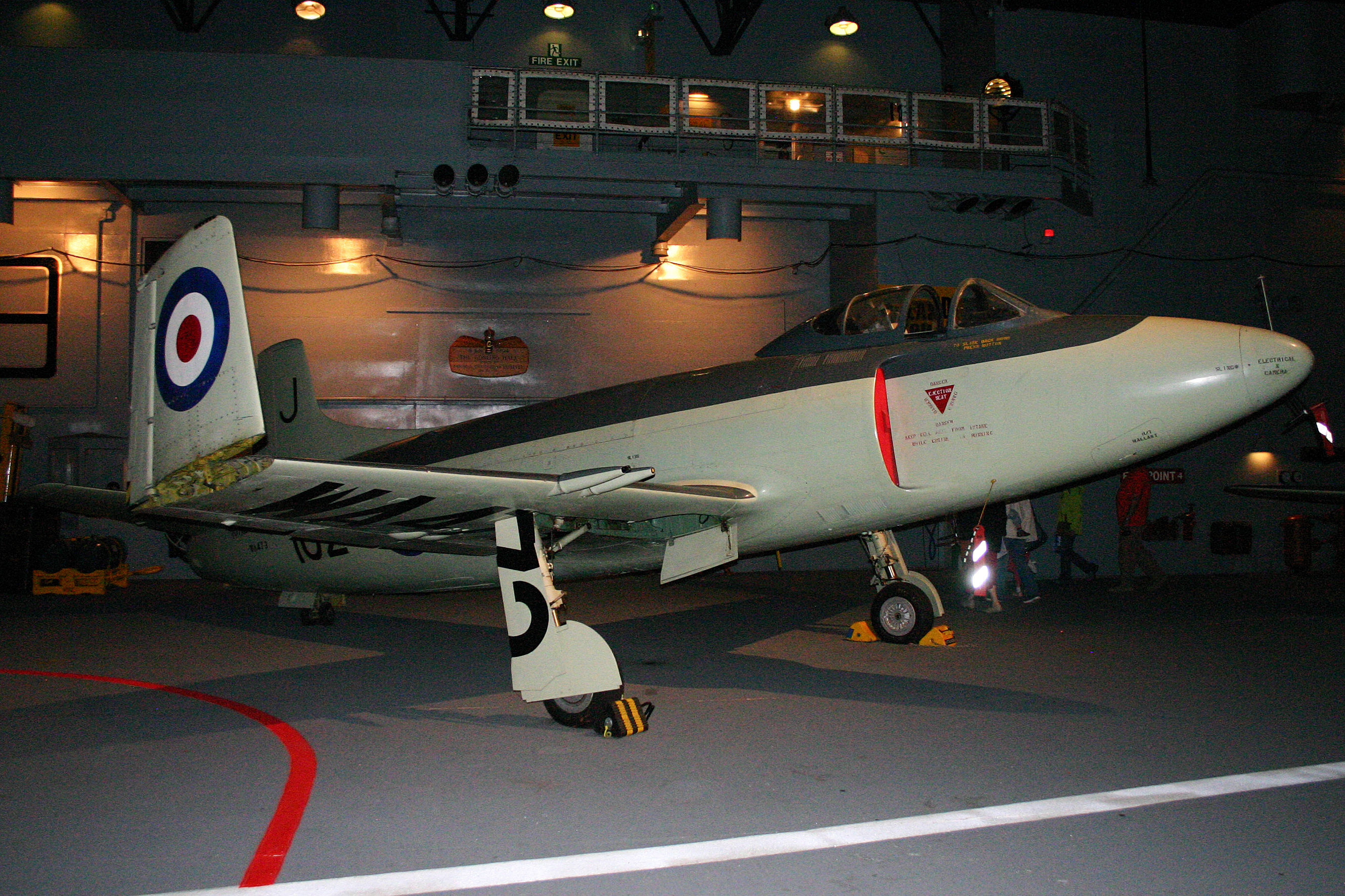
Attacker F.1 WA473, exhibido en el Fleet Air Arm Museum (2011).

Al menos un Attacker está preservado, el WA473, que se encuentra en el Museo del Arma Aérea de la Flota en Somerset, Gran Bretaña. 

## Especificaciones

### Características generales
- Tripulación: Uno (piloto)
- Longitud: 11,4 m (37,5 ft)
- Envergadura: 11,3 m (36,9 ft)
- Altura: 3 m (9,9 ft)
- Superficie alar: 21 m² (226 ft²)
- Peso vacío: 3826 kg (8432,5 lb)
- Peso cargado: 5339 kg (11 767,2 lb)
- Planta motriz: 1× turborreactor Rolls-Royce Nene.
  - Empuje normal: 22 kN (2243 kgf; 4946 lbf) de empuje.

### Rendimiento
- Velocidad máxima operativa (Vno): 950 km/h (590 MPH; 513 kt)
- Alcance: 1900 km (1026 nmi; 1181 mi)
- Techo de vuelo: 13 700 m (44 948 ft)
- Régimen de ascenso: 32,3 m/s (6358 ft/min)
- Carga alar: 263,8 kg/m² (54 lb/ft²)

### Armamento
- Cañones: 

  - 4x Hispano-Suiza Mk.V de 20 mm en las alas

## Aeronaves relacionadas

### Desarrollos relacionados
- Supermarine Spiteful
- Supermarine Swift

### Aeronaves similares
- de Havilland Sea Vampire
- Hawker Sea Hawk
- McDonnell FH Phantom
- North American FJ-1 Fury
- Vought F6U Pirate

### Secuencias de designación
- Secuencia Numérica (interna de Supermarine): ← 389 - 390 - 391 - 392 - 393 - 394 - 395 - 396 - 397 - 398 - 399 - 500 - 501 - 502 - 503 -- 509 - 510 - 511 - 513 - 514 - 515 - 516 - 517 - 518 - 519 - 520 - 521 - 522 -- 524 - 525 - 526 - 527 - 528 - 529 - 530 -- 533 - 535 - 537 - 538 - 539 - 541 - 542 - 543 - 544 - 545 →